# Dolní Bolíkov (przystanek kolejowy)
Dolní Bolíkov – przystanek kolejowy w miejscowości Dolní Bolíkov, w kraju południowoczeskim, w Czechach. Położony na linii kolejowej Kostelec u Jihlavy - Slavonice. Znajduje się na wysokości 470 m n.p.m.. Obsługuje również pobliską miejscowości Cizkrajov. 
Na przystanku nie ma możliwość zakupu biletów, a obsługa podróżnych odbywa się w pociągu.

## Linie kolejowe
- 227 Kostelec u Jihlavy - Slavonice